# 예멘 아랍어
예멘 아랍어는 예멘 사용되는 아랍어 방언들의 집합이다. 다른 아랍어 방언에서는 보이지 않는 고전 아랍어의 특징들이 많이 보존되어 있는 보수적인 방언으로 여겨진다.
어휘와 음운에 기반하여 여러 하위 방언으로 구분할 수 있는데, 분포에 따라 사나 아랍어, 타이즈-아덴 아랍어, 티하마 아랍어, 하드라마우트 아랍어 등이 있고 간혹 유대 예멘 아랍어도 포함된다. 한편 이 지역에서는 아랍어에 속하지 않는 토착의 남셈어군 언어들(현대 남아라비아어)도 함께 사용되어 왔는데 이것이 예멘 아랍어와 주고받은 영향도 탐구의 대상이다.
음운의 특징으로, ج(짐)을 유성 파열음으로 발음하는 것이 있다. 이것은 서부와 남부에서는 [ɡ]로 발음되고 북부에서는 고전 아랍어에 가까운 [ɟ]로 발음된다. 하드라마우트 일부 지역에서는 [j]로도 발음된다.

## 같이 보기
- 아랍어의 변종